# Neohygrophorus
Neohygrophorus là một chi nấm trong họ Tricholomataceae. Đây là chi đơn loài, chứa một loài Neohygrophorus angelesianus, được tìm thấy ở North America.